# Little Sixteen Mile Bay
Little Sixteen Mile Bay – zatoka (ang. bay) jeziora Lake Rossignol w kanadyjskiej prowincji Nowa Szkocja, w hrabstwie Queens; nazwa urzędowo zatwierdzona 25 listopada 1974.